# Istanbul Financial Center

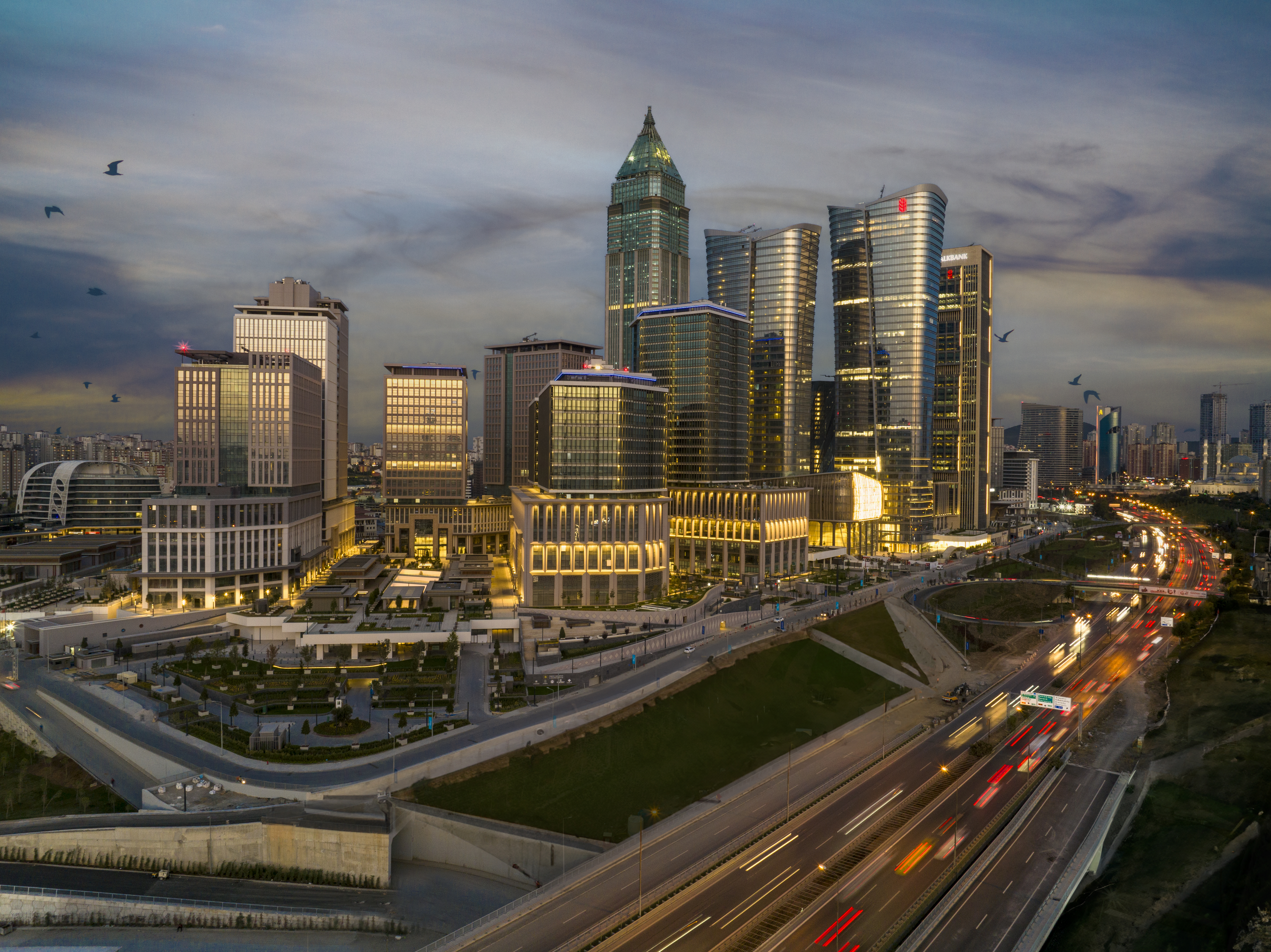
Istanbul Financial Center 2023

L'Istanbul Financial Center est un projet de centre financier situé dans le quartier d'Ümraniye, sur la rive asiatique d'Istanbul.

## Histoire
Le projet est présenté en 2013 par le promoteur Agaoglu lors du Marché international des professionnels de l'immobilier (MIPIM). Le centre devrait avoir une superficie de 70 hectares pour un coût de 5 milliards de dollars. En mai 2015, près de 2,6 milliards de dollars sont déjà investis dans le projet.